# Grzegorz Kosatka
Grzegorz Kosatka (ur. 25 maja 1968) – polski siatkarz, grający na pozycji atakującego, trener siatkówki.
Jako zawodnik występował m.in. w drużynach: Stoczniowiec Gdańsk, AZS Olsztyn, Górnik Radlin, BBTS Bielsko-Biała, Skra Bełchatów, Energetyk Jaworzno i MKS Będzin.
W sezonie 2006/2007 trenował juniorki w klubie PLKS Pszczyna. W latach 2007–2008 był asystentem trenera Marco Bonitty w reprezentacji Polski kobiet. Następnie był szkoleniowcem w Szkole Mistrzostwa Sportowego PZPS w Sosnowcu. Jako trener reprezentacji Polski kadetek wywalczył w 2013 roku mistrzostwo Europy. W latach 2014–2019 trenował drużyny młodzieżowe w klubie BKS Stal Bielsko-Biała. Aktualnie pracuje w Akademii Talentów Jastrzębskiego Węgla.